# National-Bank
Die National-Bank AG (Eigenschreibweise: NATIONAL-BANK) in Essen gehört zu den mittelständischen Regionalbanken in Deutschland. Sie erbringt mit rund 600 Mitarbeitern Leistungen für ca. 100.000 Privatkunden, Freiberufler, Firmenkunden und mittelständisch geprägte institutionelle Investoren.

## Geschichte
Die National-Bank wurde 1921 unter dem Namen Deutsche Volksbank als Bank der christlichen Gewerkschaftsbewegung gegründet. In diesem Jahr beauftragte Adam Stegerwald Heinrich Brüning, den späteren Reichskanzler, mit der Gründung der Vereinsbank für deutsche Arbeit AG in Berlin, wo sich auch die Zentrale des Gesamtverbandes der Christlichen Gewerkschaften befand. Noch im selben Jahr erhielt das Institut den Namen Deutsche Volksbank AG. Im Oktober 1922 stimmte die Hauptversammlung dafür, ihren Firmensitz nach Essen zu verlegen. Ruhrbesetzung und Hyperinflation stellten jedoch erhebliche Belastungen dar. Zudem waren die Führungskräfte meist keine Bankspezialisten, sondern Funktionäre der gewerkschaftlichen Organisationen; darüber hinaus schwankte das Geschäftsmodell zwischen einer gewerkschaftlichen „Sparbank“ und einem Finanzierungsinstrument für genossenschaftliche und soziale Projekte. 1931 stand die Bank am Abgrund.

Aktie über 1000 RM der National-Bank AG Essen vom 4. Dezember 1942

1933 wurde der Name mit der Machtergreifung durch die NSDAP in National-Bank geändert und es erfolgte eine strategische Neuausrichtung als regionale Mittelstandsbank. Der Essener Gauleiter Josef Terboven installierte seinen Vertrauten und Verlagsdirektor Wolfgang Müller-Clemm als Kontrolleur in der Bank. Die gewerkschaftlichen Aktienanteile übernahm die Bank der deutschen Arbeit, die eine Art Holdingfunktion für die Deutsche Arbeitsfront ausübte. Es erfolgte eine Kapitalausstattung und eine Neuausrichtung auf mittelständische Unternehmen mit Affinität zum Nationalsozialismus und deren Kreditbedarf. Daher erhielt sie den neuen Namen. Hochtief, Krupp, Rheinisch-Westfälische Elektrizitätswerke, Stinnes und Vereinigte Stahlwerke wurden Anteilseigner, der größte Investor wurde jedoch die Bank für Industrie-Obligationen (aus der die Industriekreditbank IKB hervorging). Die Bank versuchte an der „Arisierung“ des Bankhauses Simon Hirschland in Essen zu partizipieren, wobei nur mittels erheblicher Kapitalerhöhung der Kauf eines Anteils am neuen Bankhaus Burkhard & Co. gelang. Mit der Übernahme der Duisburger Bankverein AG im Jahr 1942 expandierte das Institut durch Zukauf.
Nach dem Krieg ließen die Briten in ihrer Besatzungszone die Bank weiterhin bestehen, doch wurde der Vorstand vollständig ausgewechselt. 1957 wurde die Oberhausener Bank AG übernommen. Den größten Aktienanteil von rund 26,4 % hielt die IKB. Er wurde im Jahr 2000 an die Signal Iduna Gruppe verkauft. Ab den späten 1990er Jahren weitete die Essener Bank ihre Aktivitäten nach Dortmund, Düsseldorf und Wuppertal (2008) aus. Wie viele andere Banken auch, investierte sie allerdings in verbriefte Kreditforderungen des US-Hypothekenmarkts. Diese Papiere galten nach dem Zusammenbruch der IKB als „toxisch“. Es erfolgte eine Restrukturierung und eine strategische Neuausrichtung zum sogenannten Wealth Management für vermögende Privatkunden. Im Jahr 2013 baute die Regionalbank in Folge der Finanzkrise etwa 70 Arbeitsplätze ab.
In Münster eröffnete die National-Bank 2014 eine weitere Niederlassung, die 2016 insgesamt 14 Mitarbeiter zählte.
Im Februar 2016 zog sich die National-Bank aus den Städten Recklinghausen, Hattingen und Gladbeck zurück und verringerte ihr Filialnetz in Essen um zwei Standorte (E-Frohnhausen und E-Kray). Im Jahr 2020 eröffnete die Bank einen zweiten Standort in Mülheim-Saarn.

## Sonstiges
Die National-Bank ist im Ruhrgebiet im Rahmen der Kunst-Kulturförderung tätig. Das Museum Folkwang in Essen, die Kunstsammlung NRW und das Museum Kunstpalast in Düsseldorf werden durch einen Stiftungs-Fonds der Bank unterstützt. Außerdem ist die Bank, neben weiteren Kreditinstituten, Mitglied im Initiativkreis Ruhr.

## Persönlichkeiten
- Franz Blücher, Direktor (1943–1946)
- Erich Edgar Schulze, Aufsichtsratsvorsitzender